# Platynereis polyscalma
Platynereis polyscalma är en ringmaskart som beskrevs av Chamberlin 1919. Platynereis polyscalma ingår i släktet Platynereis och familjen Nereididae. Inga underarter finns listade i Catalogue of Life.